# Lou mazuc

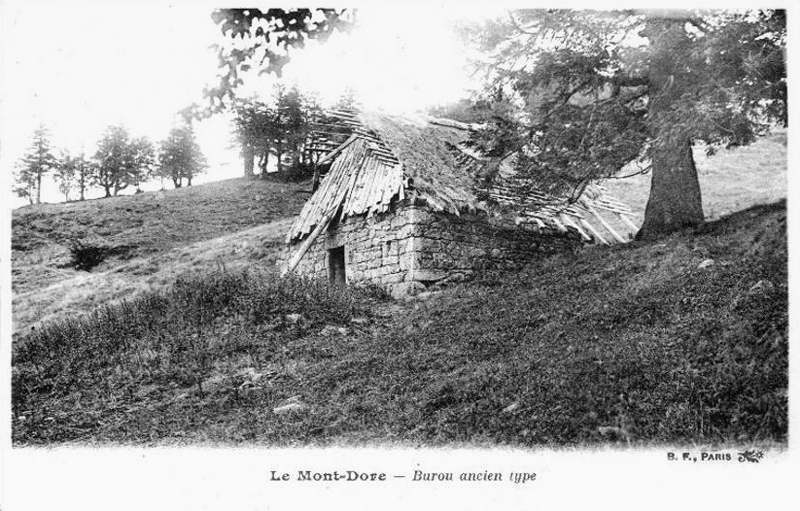
Buron en pierres maçonnées sous toiture de chaume à quatre pans au Mont-Dore (Puy-de-Dôme). En ruine à l'époque du cliché, il représente l'« ancien type » de buron par rapport aux édifices en pierres maçonnées sous toiture de lauses ou d'ardoises.

Lou mazuc  est une chanson en occitan languedocien qui décrit la vie simple et rude des buronniers sur le plateau de l'Aubrac dans le Massif central. Les habitants de l'Aubrac restent très attachés à ce qu'évoque ce texte même si les burons et le mode de vie bien particulier qui leur est associé appartiennent désormais au passé.

## Lexique
Un certain nombre de mots du texte en occitan n'ont pas d'équivalents en français et demandent quelques éclaircissements :
Masuc : buron (littéralement cabane),
Cantalès : chef du buron, vacher responsable des soins aux vaches et de l'élaboration des fromages,
Vedelièr  (de vedel : veau) : responsable des veaux,
Rol : roul, homme à tout faire,
Pastre : pâtre, berger,
Aüc ! : Ahuc !, cri de ralliement ou de reconnaissance poussé très fort en vocalisant (analogue au yodle tyrolien),
Despartin (ou despartit) : un des quatre repas des très longues journées de travail, celui-ci pris en milieu d'après-midi lors des travaux d'été ; il vient après le déjeûner et le dîner, il est suivi par le souper ; à ne pas confondre avec le goûter qui n'est qu'une collation,
Gèrla  : gerle (cuve de bois pour le lait portée par deux hommes),
Oncalat : caillé gras, non pressé, appelé à devenir tome puis fourme,
Truc : élévation de terrain, pic, butte dans l'Aubrac et une partie de la Lozère,
Devesa : devèze et devois (vieux français), défens ou défends, terme ayant eu plusieurs significations à travers le temps ; la définition de « pacage à vaches » est contemporaine de la chanson Lou mazuc. Concrètement, la devèze désigne un pâturage non fauché par opposition au pré (prat) qui, lui, est fauché au moins une fois par an.

## Texte
| Occitan normalisé | Français |
| --- | --- |

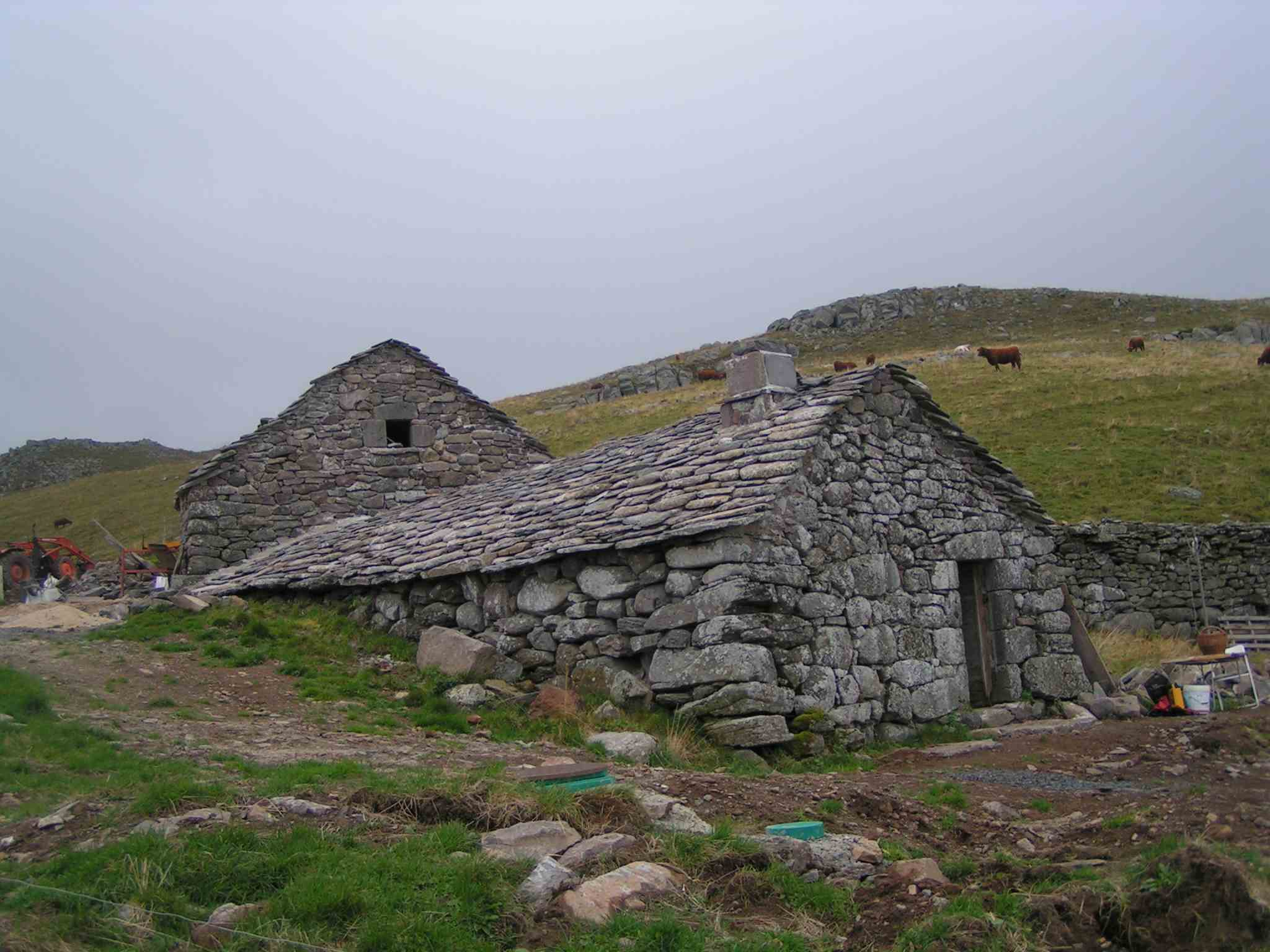
Buron refuge de la Fumade Vieille à Saint-Jacques-des-Blats (Cantal).

| LO MASUC Amoun, amoun dins la montanha, Al mièg de cada pastural, Din l'èrba espessa e la ginçana, Trobaretz un trace d'ostal. Lo cantalès, lo vedelièr, Amb lo pastre, I possan de cranes aücs, Aiqui l'avètz nostre masuc. Quand dintraretz dins la cosina, I veiretz coma mobilièr, Al prèp d'una taula pauc fina, Los badinhons e los colièrs. E al darrièr dins lo terrièr, La bona cava, Dins la frescor e dins l'escur, Garda la forma del masuc. E tot amont jost la tiulada, Al ras del fen dels vedelons, Cadun plegat dins sa fleçada, Los omes barran los uèlhons. Se dins la nuèch bufa en gisclent, La cantalesa, Darrèr lo pargue rescondut, S'enduèrm lo tropèl del masuc. E lo matin plan revilhats, Dins l'aubièra e los pès nuds, Amb la gèrla e lo farrat, S'en van los omes del masuc. Quand los vedèles an fach un bri(g)al, Una tetada, Cada tetina sul farrat, Es una brava font de lach. Quand a la fin d'un despartin, Tastaretz la forma d'Aubrac, Pensaretz que ser e matin, Los cantaleses an trimat Per vos donar coma dessèrt, Lo bon formatge, E lor diretz din un aüc : "Viva los omes del masuc !" Viva totes los cantaleses, Que fan la forma e l'oncalat, Viva los pastres de las devesas, Al mièg de lor tropèl daurat. Viva los rols, los vedelièrs, De la montanha, E que tojorn sus cada truc, Demoran dreches los masucs. | LE MAZUC Là-haut, là-haut dans la montagne, Au milieu de chaque pâturage, Dans l'herbe épaisse et la gentiane, Vous trouverez une petite maison. Le cantalès, le bédélier, Avec le pâtre, y poussent de retentissants "ahucs", C'est bien là notre mazuc. Quand vous entrerez dans la cuisine, Vous y verrez comme mobilier, Autour d'une table fort rustique, Des baquets et des harnais. Et sur l'arrière, enterrée, La bonne cave, Dans la fraîcheur et dans l'obscur, Garde la fourme du mazuc. Et tout là-haut sous la toiture, À côté du foin pour les petits veaux, Chacun plié dans sa couverture, Les hommes ferment leurs petits yeux, Quand dans la nuit souffle en glapissant, Le vent (venu) du Cantal, Derrière le parc, bien caché, S'endort le troupeau du mazuc. Et le matin bien réveillés, Dans la rosée et les pieds nus, Avec la gerle et le seau ferré, S'en vont les hommes du mazuc. Quand les veaux ont fait un brin de tétée, Chaque tétine sur le seau, Donne une belle fontaine de lait, Quand, à la fin d'un repas (goûter paysan ou champêtre), Vous goûterez la fourme d'Aubrac, Vous penserez que, matin et soir, Les buronniers ont trimé, Pour vous donner comme dessert, Le bon fromage, Et vous crierez, dans un ahuc, Vive les hommes du mazuc ! Vive tous les buronniers Qui font la fourme et l'encalat, Vive les pâtres des devèzes Au milieu de leur troupeau doré. Vive les rouls et les bédéliers, De la montagne. Et que toujours sur chaque truc, Demeurent debout les mazucs. |